# Cheiracanthium jovium
Cheiracanthium jovium is een spinnensoort uit de familie Cheiracanthiidae.
De wetenschappelijke naam van de soort werd in 1947 gepubliceerd door Jacques Denis.